# الخزج (الحد)

تعديل مصدري - تعديل

الخزج هي إحدى قرى عزلة الحد بمديرية الحد التابعة لمحافظة لحج، بلغ تعداد سكانها 72 نسمة حسب تعداد اليمن لعام 2004.